# Porphyrio
Porphyrio Brisson, 1760 è un genere di uccelli della famiglia dei Rallidi.

## Tassonomia
Comprende tredici specie, tre delle quali scomparse recentemente:
- Porphyrio porphyrio (Linnaeus, 1758) - pollo sultano comune
- Porphyrio madagascariensis (Latham, 1802) - pollo sultano africano
- Porphyrio poliocephalus (Latham, 1801) - pollo sultano testagrigia
- Porphyrio indicus Horsfield, 1821 - pollo sultano dorsonero
- Porphyrio pulverulentus Temminck, 1826 - pollo sultano delle Filippine
- Porphyrio melanotus Temminck, 1820 - pollo sultano australasiano
- Porphyrio albus † (Shaw, 1790) - pollo sultano di Lord Howe
- Porphyrio mantelli † (Owen, 1848) - mohoau
- Porphyrio hochstetteri (A. B. Meyer, 1883) - takahe
- Porphyrio alleni Thomson, 1842 - pollo sultano di Allen
- Porphyrio martinicus (Linnaeus, 1766) - pollo sultano americano
- Porphyrio flavirostris (J. F. Gmelin, 1789) - pollo sultano azzurro
- Porphyrio coerulescens  (DE SÈLYS LONGCHAMPS, 1848)- pollo sultano di Rèunion